# Gran Morelos
Gran Morelos é um município do estado de Chihuahua, no México.